# Berg
Berg je priimek več oseb:    
- Aksel Ivanovič Berg (1893–1979), ruski znanstvenik, radioinženir, admiral sovjetske mornarice; zaslužen je za uvajanje kibernetike v Sovjetsko zvezo
- Alban Berg (1885–1935), avstrijski glasbenik - pianist in skladatelj
- Carlos Berg (latv. Kārlis Bergs; nem. (Friedrich Wilhelm) Karl Berg) (1843–1902), argentinski naravoslovec in entomolog latvijskega in nemško-baltskega porekla, rojen v Kurlandiji
- Karl Berg (1908–1997), avstrijski rimskokatoliški (salzburški) nadškof
- Paul Berg (*1926), ameriški biokemik, akademik in nobelovec
- Marquard von Berg (1528–1591), nemški rimskokatoliški škof, princ